# ISO/CEI 20000
ISO/CEI 20000, issue de la norme BS 15000 de  BSI (British Standards Institution), est une norme de certification des services informatiques des organisations prouvant le respect de normes de qualité éditées au travers de phases, de contrôles et de procédures mises en place. Elle comporte deux volets :
- ISO/IEC 20000-1:2018 : Technologies de l'information -- Gestion des services -- Partie 1: Exigences du système de management des services ;
- ISO/IEC 20000-2:2012 : Technologies de l'information -- Gestion des services -- Partie 2: Guide pour l'application des systèmes de management des services.

## Les objectifs
L'informatique irrigue aujourd'hui l'ensemble des processus métiers des organisations ; par conséquent, une rupture de ces services entraînerait des conséquences graves quant aux pertes de production.
Cette rupture peut engendrer des problèmes avec les fournisseurs par exemple, en cas d'externalisation de la production, des informations doivent être transmises. Il faut donc garantir la fiabilité des services informatiques afin d’en permettre sa continuité.
La norme ISO/CEI 20000 est un consensus pour une « qualité standard » de cette gestion des services informatiques. Certifier les organisations notamment par le respect de bonnes pratiques en appliquant les exigences d’un référentiel comme ITIL permettra de garantir une qualité élevée de ces services.

## Les avantages de l’ISO/CEI 20000
Il faut bien savoir que la certification ITIL ne concerne que les individus et en aucun cas les efforts consentis afin d’améliorer les organisations informatiques en tant que telles.
En effet, cette norme peut permettre de dégager un avantage concurrentiel substantiel pour les organisations transformant leur système d’information et leur processus par des solutions d'infogérance. Les normes ISO 9000 et 9001 étant trop généralistes ont perdu peu à peu de leur force.
Au cours du temps, la norme ISO/CEI 20000 est devenue plus présente sur le marché, notamment par l’exigence des appels d’offres. Cette standardisation est dédiée aux services informatiques par le respect des principes du référentiel ITIL sur ses trois niveaux. Les fournisseurs des services informatiques apporteront de la valeur ajoutée sur le plan de la qualité, des prestations mais aussi de la productivité.

## L'articulation de la norme
Elle se compose de deux parties. La première partie est consacrée à une description précise des procédures et en définit les spécifications que l’organisation devra appliquer afin d’obtenir la certification.
La seconde partie explique les différentes pratiques ou recommandations afin d’atteindre les objectifs définis auparavant. La notion de concept de gestion de services y est aussi évoquée.
Ainsi, la norme ISO/CEI 20000 définit mais aussi planifie la gestion des services informatiques en s’appuyant sur les principes du cycle de Deming (PDCA) :
- P = Plan : l'entreprise va planifier
- D = Do : Faire
- C = Check : Contrôler et vérifier
- A = Act : Rechercher des points d’amélioration

Cette notion de gestion des services est décrite dans la norme en quinze processus inspirés du référentiel « ITIL ».
- Processus de fourniture des services
  - Gestion des niveaux de services
  - Rapport de services
  - Gestion de la continuité et de la disponibilité des services
  - Budgétisation et comptabilisation des services
  - Gestion de la capacité
  - Gestion de la sécurité de l’information

- Processus de gestion des relations entre clients et fournisseurs (Service Desk)
  - Les généralités
  - Gérer les relations commerciales
  - Gérer les fournisseurs

- Processus de résolution de problèmes
  - Le contexte
  - La gestion des incidents
  - La gestion des problèmes

- Processus de maintien pour le contrôle des systèmes d’informations
  - La gestion des configurations
  - La gestion des changements

- Processus de mise en production
  - Normes liées à la gestion des services et à l’ISO 20000

## Les exigences de la mise en place d’un système de gestion
Le but de ces exigences sera de mettre en place une politique de gestion ainsi qu’une structure permettant de gérer la mise en œuvre des services informatiques, notamment par :
- La responsabilisation de la direction : il faut que la direction de l’organisation s’implique et ne soit pas réticente à la mise en place de cette norme. En outre, elle devra définir les objectifs, les exigences, la planification et la gestion des risques incombant aux services informatiques.

- La documentation : l’organisation devra fournir des informations et de la documentation pour gérer ses services informatiques comme des plans de gestion.

- Définir les fonctions et les responsabilités des membres du service informatique : il doit y avoir une prise de conscience de l’importance de leurs activités et de leurs tâches.

## Les phases de planification et de mise en œuvre afin de gérer le service informatique
Ces phases peuvent être décomposées en quatre grands groupes pouvant eux-mêmes être scindés en activités.
Les quatre phases sont :
- La planification de la gestion des services : définissant le domaine d’application de la gestion des services, les exigences, les objectifs et les processus à mettre en œuvre par exemple.

- La mise en œuvre de la gestion des services : consiste à la mise en place du service informatique en définissant les rôles et compétences de chacun, d’identifier les risques encourus tout en gérant les hommes au sein du service.

- La surveillance : les objectifs définis auparavant ainsi que la planification des actions du service informatique doivent être contrôlés afin d’en corriger les écarts.

- Un process amélioratif : le but de cette phase est de faire une amélioration perpétuelle du système d’information. De ce fait, des critères d’amélioration doivent être définis, mais il faudra aussi prendre en compte toutes les suggestions, les analyser et les évaluer afin de les formaliser pour en appliquer les idées retirées.

## L’obtention de la certification ISO 20000
Pour obtenir la certification ISO 20000 pour les services informatiques en question, il est impératif de respecter les descriptions précises des procédures évoquées par la norme. Il faut que les services démontrent leur intention de l'appliquer avec sérieux.
L’avis d’une personne externe (auditeur) spécialisée dans l’analyse de la gestion des services informatiques peut permettre de définir certaines failles que les services internes n’auraient pas remarquées. De plus, les services devront démontrer leur conformité à la norme, en définissant les processus adéquats, si les documents utilisés sont suffisants et si les acteurs respectent et comprennent les phases mises en place.